# الاحمدیا
ال-احمدیا یک منطقهٔ مسکونی در سوریه است که در استان قنیطره واقع شده‌است.